# Matthias Ettrich
Matthias Ettrich (né le 14 juin 1972 à Bietigheim en Allemagne) est un informaticien qui a fondé le projet KDE en 1996. Il a aussi créé LyX, une interface graphique pour LaTeX, en 1995.

## Biographie
Il étudia à l'Institut Wilhelm Schickard pour l'informatique (de) de l'université Eberhard Karl de Tübingen et réside actuellement à Berlin (Allemagne), où il travaille pour Qt Software, l'éditeur de la bibliothèque Qt qui sert de base à KDE, et sur l'environnement de développement intégré Qt Creator.
Le 6 novembre 2009, il reçoit la médaille de l'ordre du Mérite de la République fédérale d'Allemagne (Verdienstmedaille des Verdienstordens) pour son engagement dans le domaine du logiciel Open Source,.